# Берсутский завод
Берсутский медеплави́льный заво́д — небольшой металлургический завод в Нижнем Прикамье, действовавший с 1747 по 1806 год.

## История

### XVIII век
Завод был основан симбирскими купцами И. С. Мясниковым, А. И. Маленковым и И. Б. Твердышевым в 36 верстах к юго-западу от Мамадыша, на реке Берсут. Земля под строительство была куплена у башкир Байлярской волости Казанской дороги. Разрешение Берг-коллегии на постройку завода было выдано 2 мая 1744 года, строительство началось в 1747 году, первая медь была выплавлена в 1748 году. В том же 1748 году А. И. Маленков стал единоличным владельцем завода. С 1749 по 1760 год совладельцем завода был симбирский купец Г. И. Глазов.
Медная руда для обеспечения завода добывалась на 136 мелких гнездовых рудников, расположенных по обоим берегам Камы. Максимальный вклад давал Полянский рудник, находившийся в 40 верстах от завода и содержавший в руде 3—4 % меди. К заводу было приписано 180 крепостных мастеровых и работных людей, одновременно работали 86 человек. Парк оборудования завода включал в себя 4 плавильных печи и 2 горна, из которых постоянно работала лишь одна печь из-за недостатка руды и финансовых трудностей. В 1748—1752 годах производство меди не превышало уровень в 200 пудов в год. В 1753—1760 годах среднегодовая выплавка составила 578 пудов с максимумом в 1757 году — 978 пудов. В 1760-х годах среднегодовая выплавка составляла 500 пуд. В 1771 году на заводе было выплавлено 582 пуда меди, в 1772 году — 481 пуд, в 1773 году — 663 пуда.
Во время Пугачёвского восстания завод оказался в районе боевых действий. В январе 1774 года завод был остановлен, но значительного ущерба не понёс. Восставшие пытались сжечь заводские строения, но по просьбе жителей заводского посёлка разрешили потушить пожар. Заводовладельцы безуспешно пытались получить компенсацию причинённого ущерба от казны в размере 8 тыс. рублей. После восстановления работы завода производительность стала снижаться из-за истощения рудников и отсутствия средств на заготовку руды. В 1776—1780 годах среднегодовая выплавка составляла 180 пудов, в 1781—1784 годах — 77 пудов. В 1784 году завод произвёл лишь 42 пуда меди и был остановлен.
Наследники А. И. Маленкова — братья Иван и Алексей Маленковы в 1785 году создали компанию, приняв в неё вологодского купца П. Попова и его жену, обязавшихся внести 11 тыс. рублей на восстановление завода. Благодаря этим усилиям, завод работал в период с 1787 по 1791 год.

### XIX век
В начале XIX века производство периодически возобновлялось. В 1803 годы было выплавлено 229 пудов меди, в 1804 году — 98 пудов, в 1805 году — 107 пудов. В 1806 году завод был окончательно остановлен.
За время своей деятельности завод выплавил 13 429 пудов меди. В 1826 году оставшиеся части завода были распроданы за долги.
Ныне на месте бывшего завода находится село Берсут Мамадышского района.